# Sportjahr 1864
Liste der Sportjahre

◄◄ | ◄ | 1860 | 1861 | 1862 | 1863 | Sportjahr 1864 | 1865 | 1866 | 1867 | 1868 | ► | ►►

Weitere Ereignisse

## Ereignisse

### Alpinismus
- 25. Juni: Adolphus Warburton Moore, Horace Walker, Edward Whymper, Christian Almer und Michel Croz gelingt die Erstbesteigung des Barre des Écrins, des höchsten Gipfels der französischen Dauphiné-Alpen.
- 9. Juli: Edward Whymper und Michel Croz besteigen gemeinsam mit anderen als erste den Mont Dolent.
- 15. Juli: Einer von Edward Whymper angeführten Seilschaft gelingt die Erstbesteigung des Aiguille d’Argentière in der Mont-Blanc-Gruppe.

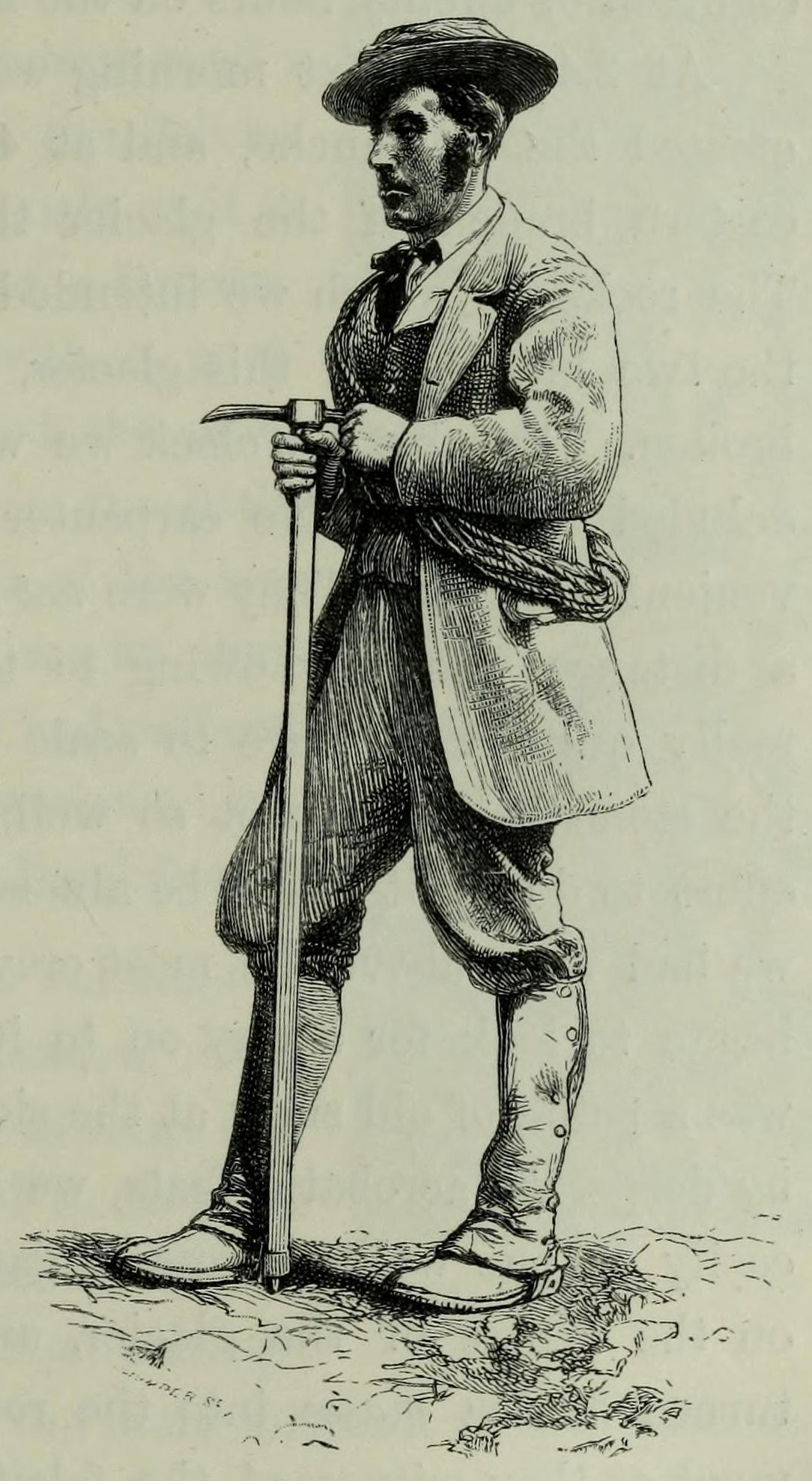
Melchior Anderegg 1864

- 21. Juli: Melchior Anderegg besteigt gemeinsam mit Frank Walker, Lucy Walker, Horace Walker und Jakob Anderegg als erster das 3699 Meter hohe Balmhorn in den Berner Alpen.
- 3. August: Die erste unumschränkt anerkannte Besteigung der Königspitze in den Ortler-Alpen gelingt dem englischen Alpinisten Francis Fox Tuckett mit seinen Gefährten T. F. und E. N. Buxton und den Schweizer Bergführern Christian Michel und Franz Biner. Schon 1854 hat Stephan Steinberger die Erstbesteigung für sich reklamiert, was aber von einigen Alpinisten angezweifelt wurde.
- 22. August: Melchior Anderegg, Florence Crauford Grove und Leslie Stephen besteigen als erste das 4221 Meter hohe Zinalrothorn in den Walliser Alpen.
- 25. August: Der Presanella in den italienischen Südalpen wird erstmals bestiegen.
- 29. August: Paul Grohmann, Francesco Lacedelli, Angelo Dimai und Santo Siorpaes gelingt die Erstbesteigung der 3225 m hohen Tofana di Rozes in den Dolomiten.
- 16. September: Paul Grohmann, Francesco Lacedelli und Angelo Dimai gelingt die Erstbesteigung der 3205 m hohen Punta Sorapiss in den Dolomiten, nachdem sie bereits am 2. September den Nebengipfel des Croda Marcora erreicht haben.
- Josef Anton Specht und Franz Pöll besteigen als erste den Hohen Riffler in der Verwallgruppe in Tirol.

### Cricket
- 12. Januar: Bei einem Treffen von 13 Cricket-Clubs aus Lancashire wird in Manchester der Lancashire County Cricket Club gegründet.
- Geschichte des Crickets: Das Über-Kopf-Bowling wird zugelassen. Das gilt traditionell als Startpunkt für das First-Class Cricket.
- W. G. Grace macht sein Debüt als Cricketspieler.
- Die erste Ausgabe des Wisden Cricketers’ Almanack erscheint.

### Eiskunstlauf

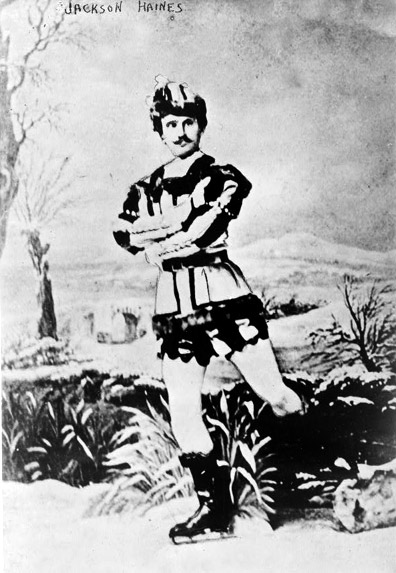
Jackson Haines

- Jackson Haines gewinnt die erste Eiskunstlaufmeisterschaft in den Vereinigten Staaten.

### Fußball
- 9. Januar: Im Battersea Park in London findet nach einer Verschiebung um eine Woche das erste offizielle Spiel nach den neu entwickelten Regeln der im Vorjahr gegründeten Football Association statt.

### Golf
- Old Tom Morris gewinnt zum dritten Mal The Open Championship und erhält dafür zum ersten Mal ein Preisgeld in Höhe von 6 Pfund.

### Leichtathletik
- 23. April: Der Brite Edward Mills läuft die Meile (1609,36 Meter) der Herren in 4:20,5 Minuten.

### Pferdesport
- Kentucky, das Pferd des Präsidenten der ausrichtenden Saratoga Racing Association William Travers, gewinnt das erstmals ausgetragene Travers Stakes.
- Pauline gewinnt das 31. Union-Rennen auf dem Tempelhofer Feld.

### Rudern
- 19. März: Das Team der Universität Oxford gewinnt in der Zeit von 21′04″ zum vierten Mal in Folge die Regatta gegen Cambridge. Oxford hat damit einen Sieg mehr als Cambridge.
- 29. Juli: Nach dreijähriger Unterbrechung findet die Harvard-Yale Regatta wieder statt. Erstmals in der Geschichte der Veranstaltung geht das Team der Universität Yale als Sieger aus dem Rennen. Die Siegerzeit beträgt 19'01".

### Schach

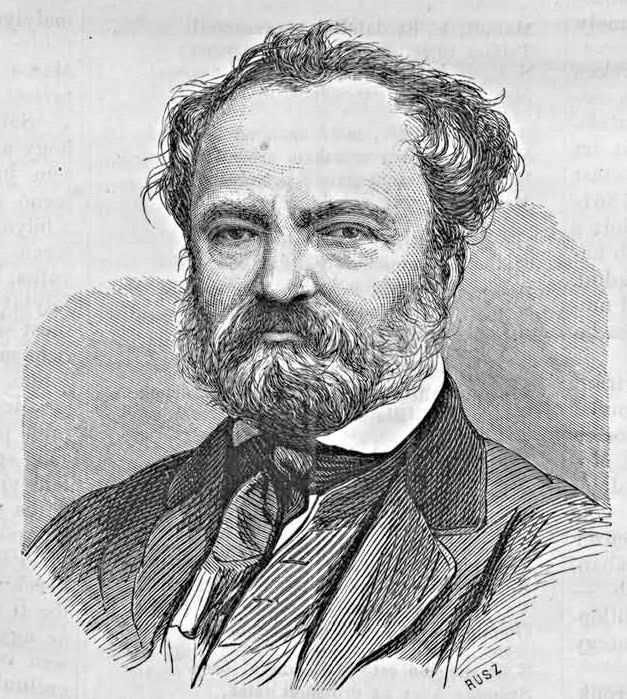
Ferenc Erkel

- 16. Oktober: Der Pester Schachklub wird neu gegründet. Der Komponist Ferenc Erkel wird Vorsitzender des Vereins, ein Amt, das er bis zu seinem Tod 1893 innehaben wird.
- Max Lange gewinnt wie in den beiden Jahren zuvor den Kongress des Westdeutschen Schachbundes, das erste bedeutende deutsche Schachturnier.
- Die Neue Berliner Schachzeitung erscheint als Konkurrenz zur 1860 nach Leipzig übersiedelten Schachzeitung von Max Lange, nachdem Gustav Richard Neumann den Berliner Verleger Julius Springer davon überzeugt hat, dass die preußische Hauptstadt nicht ohne Schachzeitschrift bleiben dürfe. Herausgeber sind zunächst Neumann und Adolf Anderssen.

### Turnen
- 8. Juni: Der MTV Soltau von 1864 wird gegründet.
- Die Turnfeuerwehr Grafing wird gegründet.
- Der TSV Plön wird gegründet.
- Der TV 1864 Salzkotten wird gegründet.
- Der TV Schwetzingen 1864 wird gegründet.

## Geboren

### Erstes Halbjahr
- 14. Januar: Joseph Wright, kanadischer Ruderer († 1950)
- 29. Januar: Albert Preuß, deutscher Sportschütze († 1934)
- 30. Januar: James Mitchel, US-amerikanischer Leichtathlet († 1921)

- 04. Februar: Willie Park Jr., schottischer Golfspieler, Schlägerhersteller und Golfarchitekt († 1925)
- 05. Februar: Andy Bowen, US-amerikanischer Boxer († 1894)
- 06. Februar: George Hillyard, britischer Tennisspieler († 1943)
- 14. Februar: Dickie Baugh, englischer Fußballspieler († 1929)
- 21. Februar: Leopold Hofmann, deutscher Bäcker, Konditor und Bobfahrer († 1929)

- 10. März: Jakob Erckrath de Bary, deutscher Fechter († 1938)

- 03. April: Emil Kellenberger, Schweizer Sportschütze († 1943)
- 08. April: Carlos Deltour, französischer Ruderer († 1920)
- 10. April: Friedrich Wilhelm Nohe, 1. Vorsitzender des Deutschen Fußball-Bundes († 1940)
- 18. April: Benno Wandolleck, deutscher Sportschütze († 1930)
- 27. April: George Hall-Say, britischer Eiskunstläufer († 1940)
- 30. April: Jean Decazes, französischer Segler († 1912)
- 30. April: Georges Durand, französischer Journalist und Motorsportfunktionär († 1941)
- 30. April: Léonce Girardot, französischer Automobilrennfahrer († 1922)

- 03. Mai: Arthur Westover, kanadischer Sportschütze († 1935)
- 17. Mai: Louis-Marcel Richardet, Schweizer Sportschütze († 1923)
- 22. Mai: Morris Bates, englischer Fußballspieler († 1905)
- 23. Mai: William Scott O’Connor, US-amerikanischer Fechter († 1939)
- 26. Mai: Johannes Bloemen, niederländischer Schwimmer († 1939)
- 28. Mai: William Seiling, US-amerikanischer Tauzieher († 1951)

- 25. Juni: Arthur von Pongracz, österreichischer Dressurreiter († 1942)

### Zweites Halbjahr
- 03. Juli: Hedwig Rosenbaum, böhmische Tennisspielerin († 1939)
- 07. Juli: Johannes Pundt, deutscher Radrennfahrer († 1943)
- 14. Juli: Eduard Engelmann junior, österreichischer Eiskunstläufer († 1944)
- 23. Juli: Edwin Hedley, US-amerikanischer Ruderer († 1947)
- 30. Juli: Dirk Boest Gips, niederländischer Sportschütze († 1920)

- 05. August: Eugène Richez, französischer Bogenschütze († unbekannt)
- 12. August: Douglas Robinson, britischer Cricketspieler († 1937)
- 25. August: George Whitaker, britischer Sportschütze († 1937)
- 27. August: Hermann Weingärtner, deutscher Turner und Olympiasieger († 1919)

- 09. Oktober: Maud Watson, britische Tennisspielerin († 1946)

- 03. November: Karl Neukirch, deutscher Gerätturner († 1941)
- 27. November: Gustaf Boivie, schwedischer Sportschütze († 1951)

- 09. Dezember: Willoughby James Hamilton, irischer Tennis- und Badmintonspieler († 1943)
- 10. Dezember: Carl Hellström, schwedischer Segler († 1962)
- 16. Dezember: Eino Sandelin, finnischer Segler († 1937)
- 18. Dezember: Per-Olof Arvidsson, schwedischer Sportschütze († 1947)
- 18. Dezember: William Pimm, britischer Sportschütze († 1952)

### Genaues Geburtsdatum unbekannt
- Jules Beau, französischer Sportfotograf († 1932)
- Henry Creasey, britischer Sportschütze († 1923)
- Ioannis Peridis, griechischer Sportschütze († unbekannt)